# Áron Gauder
Áron Gauder (Köszeg, 1972) és un director de cinema, guionista i animador hongarès.

## Carrera
Nascut en 1972 en Köszeg, Hongria. Va començar la seva carrera amb l'animació per ordinador en l'estudi Kosmo. En 1997 va realitzar el seu primer curtmetratge d'animació, Claustrophobia, i en 1998 altres dues, Wondermill i Bersecker, projectats en diversos festivals hongaresos.
En 1999 es va llicenciar en animació en l'Acadèmia Hongaresa d'Arts Aplicades (MIE). Des de llavors, ha treballat en diverses pel·lícules com a especialista en efectes especials, sobretot en l'elogiada pel·lícula de Gyögy Páli Hukkle. La pel·lícula Quarter! era originalment un episodi d'una minisèrie que Gauder va crear per a la televisió hongaresa en 2003. Com a episodi titulat Llucifer xou, va gaudir de gran èxit.

## Filmografia
- Nyócker! (2004)[3]
- Kojot négy lelke (2023)[4]